# Антоніо Онофрі
Антоніо Онофрі (італ. Antonio Onofri;1759 – 26 лютого 1825) був політиком і дипломатом республіки Сан-Марино, ключовою фігурою на політичній сцені країни наприкінці XVIII століття та на початку XIX століття. Його «розсудливість і патріотизм» у цей складний період історії Республіки принесли йому статую в Залі Громадської ради та визнання як «Батька своєї країни».Онофрі також був першим секретарем закордонних і політичних справ країни.

## Біографія

### Раннє життя
Онофрі походив зі старовинної родини, яка мала великий вплив на долю Республіки протягом століть. Він отримав ґрунтовну освіту в галузі філософії та права. У 1787 році його було призначено державним секретарем, а в 1789 році було обрано членом Великої та Генеральної ради. Протягом своєї довгої політичної кар'єри він також сім разів обіймав посаду капітана-регента республіки Сан-Марино.

### Кар'єра
Досягнення Онофрі пов'язані, зокрема, з його зовнішньою політикою, яка призвела до визнання Сан-Марино іншими європейськими країнами. У 1797 році, коли Наполеон Бонапарт розташувався табором у сусідньому Пезаро під час італійської кампанії Французьких революційних війн, пропозиція щодо розширення території Сан-Марино, запропонована посланцем генерала Гаспаром Монжем, була люб'язно відхилена Онофрі, капітаном-регентом від імені Республіки. Однак він прийняв 15 000 центнерів пшениці та обіцянку чотирьох артилерійських гармат, остання з яких, схоже, так і не була доставлена. Онофрі наполягав, що, згідно з досвідом Сан-Марино, їхня найкраща гарантія — це не прагнення території сусідів.Вважається, що це розсудливе рішення (обґрунтоване Онофрі так: «війни закінчуються, але сусіди залишаються») врятувало Республіку від репресій після пізнішої поразки Наполеона.
У 1798 році він підписав договір про торгівлю та дружні відносини з Римською Республікою, а через кілька місяців також з Цизальпінською Республікою.Подібної угоди було досягнуто також з Італійською Республікою, яка зайняла місце двох раніше згаданих, у червні 1802 року. 26 травня 1805 року, знову як капітан-регент, він був присутній на коронації Наполеона Бонапарта як короля Італії в Мілані, де отримав «приязну аудієнцію» у імператора Франції.
Після Віденського конгресу Онофрі допоміг встановити добрі стосунки з Людовиком XVIII, Карлом X та Луї-Філіпом, а також домовився про те, щоб країна здобула прихильність Папи Лева XII, який після аудієнції з Онофрі написав листа капітанам-регентам, «запевняючи їх у своїй дружбі та відновлюючи давні домовленості з ними».

## Спадщина
У 2005 році 180-ту річницю смерті Онофрі було відзначено спеціальною пам'ятною срібною монетою номіналом 5 євро.